# Arctopsyche spinifera
Arctopsyche spinifera är en nattsländeart som beskrevs av Georg Ulmer 1907. Arctopsyche spinifera ingår i släktet Arctopsyche och familjen ryssjenattsländor. Inga underarter finns listade i Catalogue of Life.